# Wilcoxius juventus
Wilcoxius juventus là một loài ruồi trong họ Asilidae. Wilcoxius juventus được Scarbrough & Perez-Gelabert miêu tả năm 2005. Loài này phân bố ở vùng Tân nhiệt đới.